# Pollex dumogai
Pollex dumogai là một loài bướm đêm thuộc họ Erebidae. Nó được tìm thấy ở miền bắc Sulawesi.
Sải cánh dài 10–12 mm. Cánh trước hẹp và màu nâu sáng. Cánh dưới màu nâu đậm đồng nhất.